# Joseph Decaisne
Joseph Decaisne (7 de març de 1807 – gener de 1882) va ser un botànic francès.
Malgrat que nasqué a Brussel·les, Bèlgica, va exercir la seva activitat exclusivament a París. l'any 1824 entrà com jardiner al Museu Nacional d'Història Natural de França i l'any 1832 en passà a ser cap de la secció de sembres. També treballà al Jardí de les Plantes i col·laborà amb Asa Gray.
Va ser el naturalista ajudant de la càtedra de botànica rural d'Adrien-Henri de Jussieu (1797-1853). Allà estudià les plantes portades per Victor Jacquemont (1801-1832) d'Àsia.
Es va interessar per les algues, i en agronomia per Rubia tinctorum, el Yam i el rami.
El 1850, Decaisne succeí Charles-François Brisseau de Mirbel (1776-1854) en la càtedra de Cultura del Muséum. l'any 1854 participà en la creacióde la Societat Botànica de França.
Els gèneres Decaisnea Hook.f. & Thomson (Lardizabalaceae), Decaisnea Brongn. sinònim de Prescottia Lindl. i Decaisnea Lindl. syn. de Tropidia Lindl. (Orchidaceae), l'honoren.
Morí a París el 1882.

## Contribucions a la taxonomia vegetal
Va descriure els següents gèneres de plantes amb flors: Capanea i Chrysothemis de les Gesneriaceae; Sautiera (Acanthaceae); Lepinia, Rhazya (Apocynaceae); Vancouveria (amb C.Morren) (Berberidaceae); Ostryopsis (Betulaceae); Dipterygium (Capparidaceae); Brassaiopsis, Cuphocarpus*, Dendropanax*, Didymopanax*, Fatsia*, Oreopanax*, Stilbocarpa*, (* amb Planch.) (Araliaceae); Berneuxia (Diapensiaceae); Scyphogyne (Ericaceae); Akebia, Boquila (Lardizabalaceae); Galtonia (Liliaceae s. l. o Hyacinthaceae); Treculia Decne. ex Trecul (Moraceae; Camptotheca (Nyssaceae o Cornaceae); Ephippiandra (Monimiaceae); Pseudais (Thymelaeaceae); Allardia, Lecocarpus, Wollastonia DC. ex Decne. (Asteraceae); Gymnotheca (Saururaceae); Bougueria (Plantaginaceae); Docynia (Rosaceae); Seetzenia R.Br. ex Decne.(Zygophyllaceae); Deherainia (Theophrastaceae); Lopholepis (Poaceae); Asterostemma, Atherandra, Baeolepis Decne. ex Moq., Barjonia, Blepharodon, Calostigma, Camptocarpus,
Decabelone, Decanema, Dictyanthus, Glossonema, Gongronema (Endl.) Decne., Harpanema, Hemipogon, Hoodia Sweet ex Decne., Ibatia, Macropetalum Burch. ex Decne., Melinia, Mitostigma, Nautonia, Nephradenia, Orthosia, Pentopetia, Peplonia, Periglossum, Pherotrichis, Polystemma, Ptycanthera, Pycnoneurum, Pycnostelma Bunge ex Decne.,
Rhyssostelma, Riocreuxia, Tacazzea, Tassadia, Trichosandra (Asclepiadaceae or Apocynaceae s. l.); Amorphophallus Blume ex Decne. (Araceae) i Leptopus (Euphorbiaceae s. l. o Phyllanthaceae).

## Obres
- Le jardin fruitier du Museum en 9 volums (1858-1875)
- Traité général de botanique descriptive et analytique, Paris, Firmin-Didot, 1876 [en col·laboració amb Emmanuel Le Maout]
- Mexicanas plantas, 1872-1886 [amb altres col·laboradors]. (available at Botanicus.org Arxivat 2007-09-27 a Wayback Machine.)